# Alessandra Riegler
Alessandra Riegler (Modena, 24 maggio 1961) è una scacchista italiana.

## Biografia
Nata a Modena nel 1961, laureata in chimica, Alessandra Riegler insegna questa materia nell'Istituto Superiore d'arte "Venturi" di Modena.
Nel 2007 il Presidente della Repubblica Giorgio Napolitano l'ha insignita del titolo di Cavaliere dell'Ordine al merito della Repubblica Italiana.

## Carriera scacchistica
Ha iniziato a giocare pubblicamente nel circolo modenese "Club 64", in cui era presente anche Luca Barillaro l'istruttore di UniChess.
Ha vinto quattro volte il Campionato italiano femminile negli anni 1994, 1995, 1996 e 1998. Nel 2005 ha vinto, prima italiana, il VI Campionato mondiale femminile di scacchi per corrispondenza della ICCF con il punteggio di 8,5 su 11 (6 vittorie e 5 patte), precedendo la croata Maja Zelcic. La fase finale del torneo si è protratta per oltre cinque anni
.
Ecco una sua vittoria, trascritta in notazione algebrica italiana:
Alessandra Riegler - Luba Kristol (VI Campionato mondiale femminile per corrispondenza, 2004)

1. e4 c5 2. Cf3 Cc6 3. Ab5 g6 4. 0-0 Ag7 5. Te1 e5 6. Axc6 dxc6 7. d3 De7 8. a3 Ch6 9. h3 f6 
10. Ae3 Cf7 11. Dd2 a5 12. Dc3 b6 13. Cbd2 Dc7 14. b4 cxb4 15. axb4 a4 16. b5 c5 17. Db2 Cd6 
18. Cb1 0-0 19. Cc3 f5 20. Txa4 Txa4 21. Db3+ Rh8 22. Dxa4 fxe4 23. Cd5 Db7 24. dxe4 Cxe4 
25. Dxe4 Af5 26. Dh4 Dxd5 27. c4 Dd7 28. Ah6 e4 29. Cg5 Te8 30. Axg7+ Dxg7 31. Df4 h6 32. Cxe4 Te5 
33. h4 Axe4 34. Txe4 Txe4 35. Dxe4 Da1+ 36. Rh2 Df6 37. f3 Rg7 38. Rh3 h5 39. g4 hxg4+ 40. Rxg4 Dd6 
41. h5 Dd7+ 42. Rg3 gxh5 43. Rh4 Df7 44. Rg5 h4 45. Rxh4 Rh8 46. Dd5 Df4+ 47. Rh5 Df7+ 48. Rg5 Dg6+ 
49. Rf4 Df6+ 50. Re4 Dh4+ 51. f4 De1+ 52. Rf5 Db1+ 53. Re5 Rg7 54. Rd6 (1-0)